# Gand-Wevelgem 1991
La Gand-Wevelgem 1991, cinquantatreesima edizione della corsa, si svolse il 10 aprile 1991, per un percorso totale di 210 km. Fu vinta dall'uzbeco Djamolidine Abdoujaparov, al traguardo con il tempo di 5h16'38" alla media di 39,794 km/h.
Alla partenza con 190 ciclisti, di cui 173 tagliarono il traguardo.

## Ordine d'arrivo (Top 10)
| Pos. | Corridore           | Squadra         | Tempo    |
| ---- | ------------------- | --------------- | -------- |
| 1    | D. Abdoujaparov     | Carrera         | 5h16'38" |
| 2    | Mario Cipollini     | Del Tongo       | s.t.     |
| 3    | Olaf Ludwig         | Panasonic       | s.t.     |
| 4    | Eric Vanderaerden   | Buckler         | s.t.     |
| 5    | Kurt Onclin         | Tulip Comp.     | s.t.     |
| 6    | Marc Sergeant       | Panasonic       | s.t.     |
| 7    | Jean-Claude Colotti | Tonton Tapis    | s.t.     |
| 8    | Johan Museeuw       | Lotto-Superclub | s.t.     |
| 9    | Cees Priem          | Tonton Tapis    | s.t.     |
| 10   | Allan Peiper        | Tulip Comp.     | s.t.     |